# 马塞洛·托斯卡诺
马塞洛·阿帕雷西多·托斯卡诺（Marcelo Aparecido Toscano，1985年5月12日－）是巴西职业足球运动员，司职前锋，现效力于經典K聯賽的济州联。托斯卡诺出身于圣维森特青训，职业生涯效力时间最长的俱乐部是保利斯達足球會。